# Deutsche Physikalische Gesellschaft

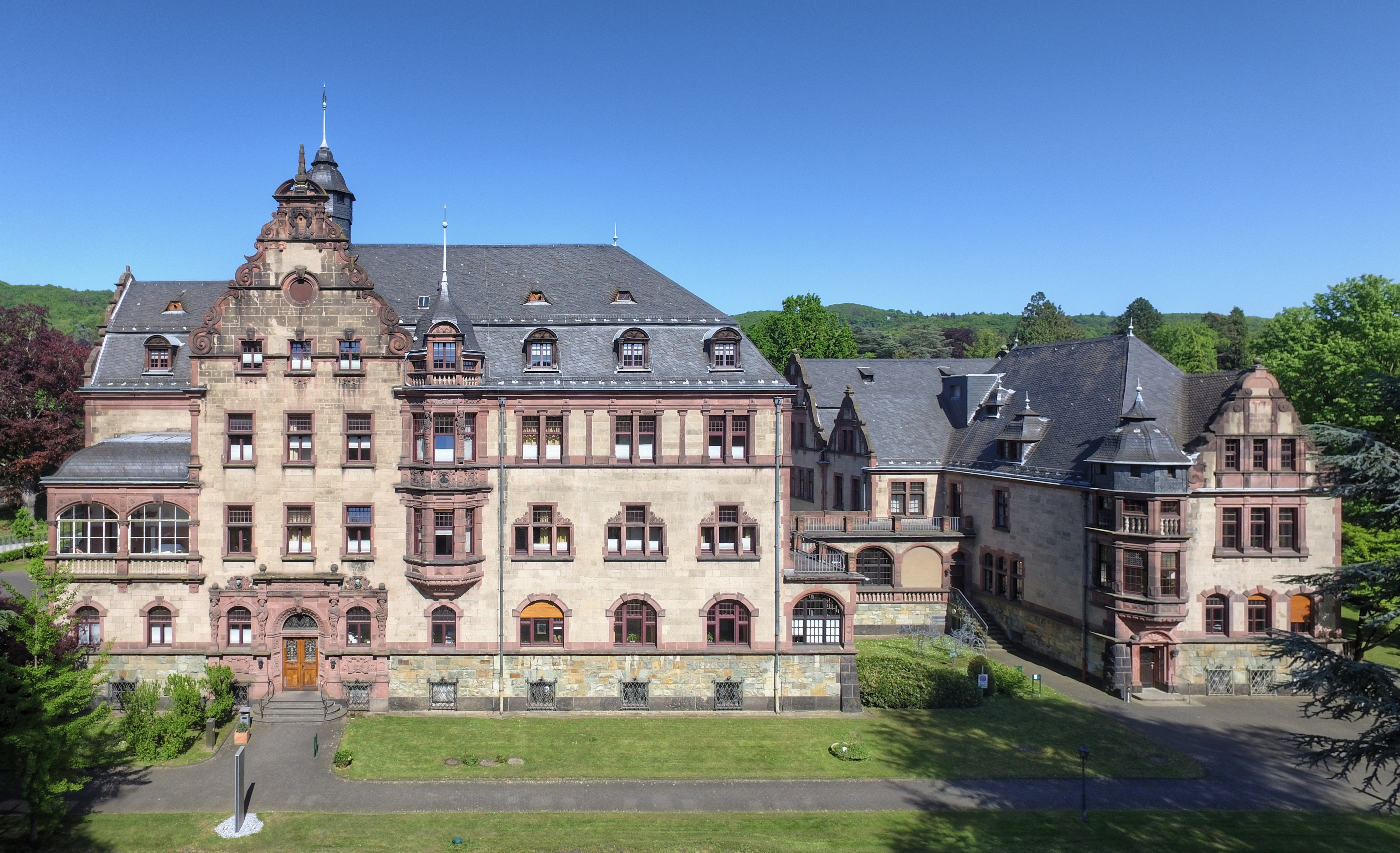
Geschäftsstelle im Physikzentrum Bad Honnef, Luftaufnahme, 2018

Die Deutsche Physikalische Gesellschaft e. V. (DPG) ist die älteste nationale und mit mehr als 52.220 Mitgliedern (Stand: 2022) auch größte physikalische Fachgesellschaft der Welt. Ihre Tradition reicht bis in das Jahr 1845 zurück. Sie ist ein gemeinnütziger, eingetragener Verein mit Sitz in Bad Honnef. In ihrer Satzung wird festgelegt, dass die DPG ausschließlich und unmittelbar der Physik dient.
Die DPG ist Mitglied der European Physical Society und vertritt Deutschland in der International Union of Pure and Applied Physics.
Der aktuelle Präsident der DPG ist seit dem 21. März 2024 für zwei Jahre Klaus Richter, der das Amt von Joachim Ulrich übernahm. Dieser ist nun turnusgemäß Vize-Präsident der Gesellschaft.

## Geschichte
Die Gesellschaft ging aus dem Teilnehmerkreis des von Heinrich Gustav Magnus eingerichteten physikalischen Colloquiums hervor und wurde am 14. Januar 1845 in Berlin als Physikalische Gesellschaft zu Berlin (PGzB) gegründet. Gründungsmitglieder waren unter anderem Emil Du Bois-Reymond und Ernst Wilhelm von Brücke. Am 1. Januar 1899 ging aus ihr die Deutsche Physikalische Gesellschaft hervor, die PGzB blieb aber als eigenständiger Verein erhalten und ist einer der Regionalverbände der DPG. Nach dem Zweiten Weltkrieg wurde die DPG von den Alliierten aufgelöst und bestand nur noch im Verband Deutscher Physikalischer Gesellschaften fort. 1963 wurde sie neu gegründet. Die PGzB besteht weiter als eigenständiger Verein und Regionalverband der DPG. Gemäß der Präambel zu ihrer Satzung knüpft die DPG ferner an die Tradition der 1919 gegründeten Deutschen Gesellschaft für Technische Physik e. V. an.
Im Anschluss an die deutsche Wiedervereinigung wurde 1990 die Physikalische Gesellschaft der DDR in die DPG integriert. Sitz der DPG ist Bad Honnef. Dort befindet sich auch die Geschäftsstelle, die seit dem Jahr 2004 vom Hauptgeschäftsführer Bernhard Nunner geleitet wird. Seit 1976 ist die DPG Trägerin des Physikzentrums Bad Honnef, in dem Tagungen in dichter zeitlicher Folge stattfinden. In Berlin-Mitte, im Magnus-Haus, unterhält die DPG eine Zweigstelle. Dort befindet sich auch das historische Archiv der DPG.

## Aktivitäten
Die Gesellschaft arbeitet unabhängig und beteiligt sich auch zu relevanten Themen an der öffentlichen Debatte. So vertraten beispielsweise auf einem Forum der 51. Tagung der Gesellschaft am 2. April 1987 Wissenschaftler die Ansicht, dass die von den USA geplante Strategic Defense Initiative (SDI) nicht realisierbar sei. Sie versteht sich als Vertretung der in Deutschland lebenden Physiker gegenüber der Öffentlichkeit und soll den Erfahrungsaustausch unter den Mitgliedern und mit ausländischen Kollegen fördern.
Die DPG betreibt selbst keine physikalische Forschung, mit Kongressen fördert sie jedoch den Informationsaustausch über neueste physikalische Erkenntnisse. So treffen sich zu den traditionellen Frühjahrstagungen der DPG, die Jahr für Jahr in verschiedenen Städten Deutschlands stattfinden, rund 10.000 Fachleute aus dem In- und Ausland. Diese Tagungen zählen regelmäßig zu den größten Physikkongressen in Europa. Überdies wurde ein Forum für Frauen in der Physik eingerichtet: die alljährlich stattfindende „Deutsche Physikerinnentagung“ (DPT). Unterstützt wird die Organisation der DPT vom Arbeitskreis Chancengleichheit (AKC). Neben der DPT organisiert der AKC auch Physikerinnen-Stammtische, Workshops und Mentoring-Programme und setzt sich allgemein für die Verbesserung der Rahmenbedingungen von Physikerinnen aller Karrierestufen ein. 

Logo der jDPG

Die Nachwuchsförderung ist ein weiteres zentrales Anliegen der DPG und so sind ihre Tagungen insbesondere für die junge Generation eine Plattform. Dort können Studierende mit namhaften Wissenschaftlern ins Gespräch kommen. Innerhalb der DPG widmet sich insbesondere der Arbeitskreis „junge DPG“ (jDPG), ein bundesweites Netzwerk für Schüler, Physik-Studierende und Doktoranden, den Interessen des Nachwuchses. Das Angebot der jDPG umfasst sowohl wissenschaftliche Aspekte als auch die Berufsvorbereitung und die Arbeit im hochschulpolitischen Bereich.
Neben der Nachwuchsförderung bietet die DPG ebenso zahlreiche Aktivitäten für Physiker aus dem Umfeld der Industrie & Wirtschaft an. Diese werden vom Arbeitskreis Industrie und Wirtschaft organisiert und durchgeführt. Neben der Tagungsreihe Forschung – Entwicklung – Innovation werden vielerorts regionale Stammtische bzw. Industriegespräche zum Erfahrungsaustausch angeboten.

## Preise und Ehrungen
Die DPG würdigt physikalische Spitzenleistungen mit Auszeichnungen von internationalem Renommee. Die beiden wichtigsten sind die „Max-Planck-Medaille für Theoretische Physik“ und die „Stern-Gerlach-Medaille für Experimentelle Physik“. Der Hertha-Sponer-Preis ist ein wissenschaftlicher Preis der seit 2002 jährlich für hervorragende wissenschaftliche Arbeiten auf dem Gebiet der Physik an eine Wissenschaftlerin vergeben wird. Manche Auszeichnungen – wie der „Gustav-Hertz-Preis für junge Physikerinnen und Physiker“ – dienen der Nachwuchsförderung, andere – wie der Otto-Hahn-Preis – werden von der DPG in Kooperation mit Organisationen aus dem In- und Ausland verliehen. Insbesondere sind dies der Max-Born-Preis mit dem britischen Institute of Physics, der Marian-Smoluchowski-Emil-Warburg-Physikpreis mit der Polnischen Physikalischen Gesellschaft und der Gentner-Kastler-Preis mit der französischen physikalischen Gesellschaft.  Mit der Medaille für naturwissenschaftliche Publizistik ehrt die DPG Persönlichkeiten, die sich besonders darum verdient gemacht haben, naturwissenschaftliche Sachverhalte in der Öffentlichkeit darzustellen. An Mitglieder, die sich in herausragender Weise für die Belange der DPG eingesetzt haben, wird eine Ehrennadel verliehen. Darüber hinaus zeichnet die DPG bundesweit Abiturientinnen und Abiturienten für herausragende Physikleistungen aus. Sie unterstützt Schülerwettbewerbe wie das International Young Physicists’ Tournament (IYPT), fördert innovative Schulprojekte und organisiert Fortbildungen für Lehrkräfte.

## Publikationen und Öffentlichkeitsarbeit
Die Mitgliederzeitschrift – das Physik Journal – berichtet über Neuigkeiten aus der Physik und der DPG. Artikel, die älter als drei Jahre sind, stehen dabei als Open Access zur Verfügung. Des Weiteren gibt die DPG, gemeinsam mit dem britischen Institute of Physics, ein elektronisches Fachmagazin heraus: das New Journal of Physics. Alle Artikel dieser Open-Access-Zeitschrift können kostenfrei gelesen und heruntergeladen werden. Die hier publizierten Artikel haben ein strenges Prüfverfahren (Wissenschaftliches Peer-Review) durchlaufen. Unter dem Namen „Verhandlungen“ erscheint das Tagungsprogramm der DPG, das Jahr für Jahr die Zusammenfassungen (Abstracts) von rund 8.000 Fachvorträgen auflistet.
Mit populärwissenschaftlichen Publikationen und öffentlichen Veranstaltungen beteiligt sich die DPG am Dialog zwischen Wissenschaft und Öffentlichkeit. Zu diesen Aktivitäten gehören auch die Highlights der Physik. Dieses jährlich veranstaltete Physik-Festival, das die DPG gemeinsam mit dem Bundesministerium für Bildung und Forschung organisiert, zählt Jahr für Jahr rund 30.000 Besucher; damit ist es das größte seiner Art in Deutschland. Das Webportal „Welt der Physik“ wird von der DPG gemeinsam mit dem Bundesministerium für Bildung und Forschung betrieben, es richtet sich auch an Nicht-Fachleute.
Früher gab die DPG auch die Zeitschrift für Physik heraus, die heute im European Physical Journal aufgegangen ist, und es gab in den Vorgängerorganisationen der heutigen DPG noch weitere Zeitschriften.

## Vorsitzende und Präsidenten der DPG

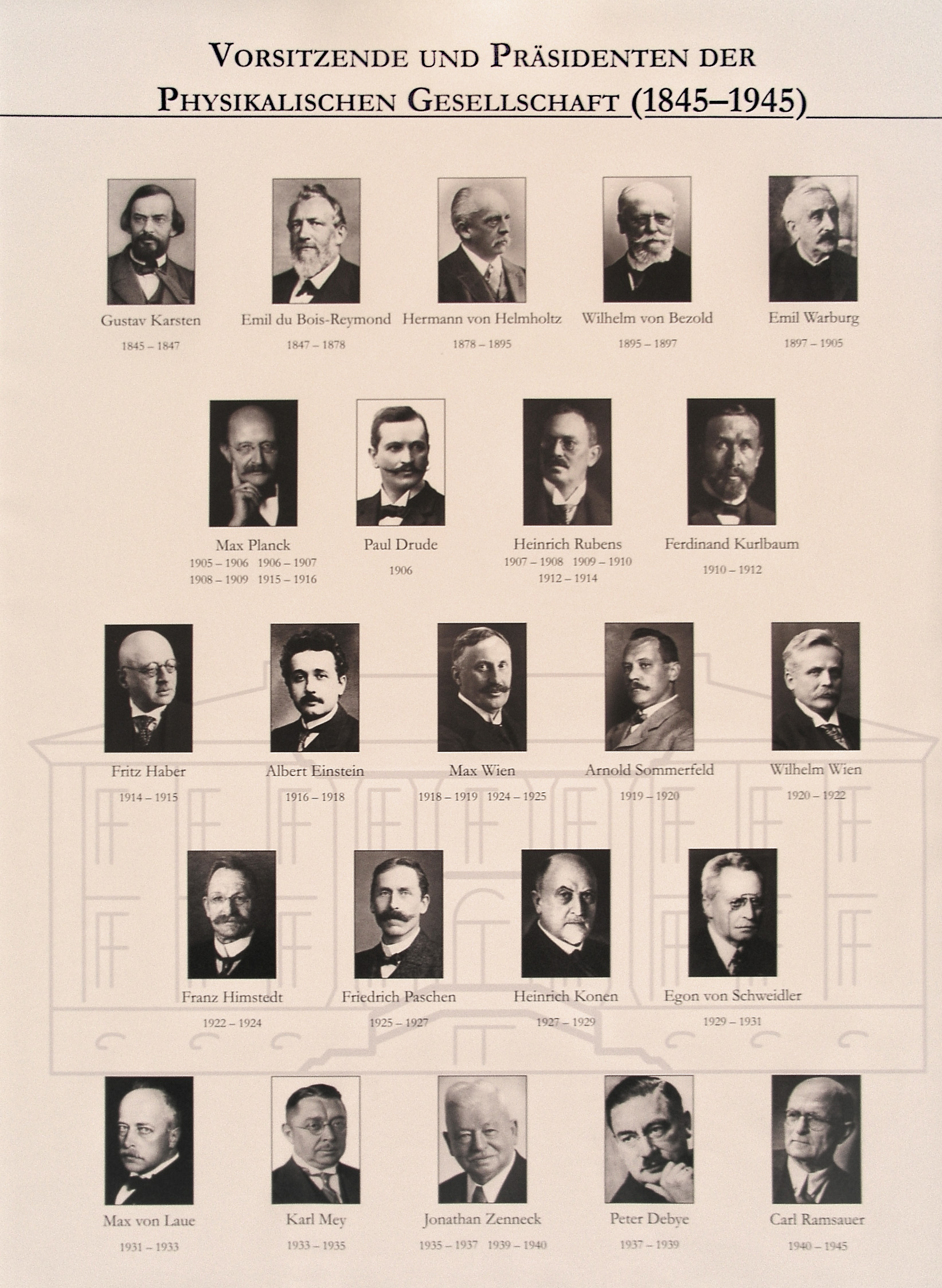
Porträts der Vorsitzenden und Präsidenten der Deutschen Physikalischen Gesellschaft im Zeitraum 1845 bis 1945; im Ausstellungsraum des Magnus-Hauses in Berlin

| Zeitraum  | Name                           |
| --------- | ------------------------------ |
| 1845–1847 | Gustav Karsten                 |
| 1847–1878 | Emil Du Bois-Reymond           |
| 1878–1894 | Hermann von Helmholtz          |
| 1895–1897 | Wilhelm von Bezold             |
| 1897–1899 | Emil Warburg                   |
| 1899–1905 | Emil Warburg                   |
| 1905–1906 | Max Planck                     |
| 1906      | Paul Drude                     |
| 1906–1907 | Max Planck                     |
| 1907–1908 | Heinrich Rubens                |
| 1908–1909 | Max Planck                     |
| 1909–1910 | Heinrich Rubens                |
| 1910–1912 | Ferdinand Kurlbaum             |
| 1912–1914 | Heinrich Rubens                |
| 1914–1915 | Fritz Haber                    |
| 1915–1916 | Max Planck                     |
| 1916–1918 | Albert Einstein                |
| 1918–1920 | Arnold Sommerfeld              |
| 1920–1922 | Wilhelm Wien                   |
| 1922–1924 | Franz Himstedt                 |
| 1924–1925 | Max Wien                       |
| 1925–1927 | Friedrich Paschen              |
| 1927–1929 | Heinrich Konen                 |
| 1929–1931 | Egon von Schweidler            |
| 1931–1933 | Max von Laue                   |
| 1933–1935 | Karl Mey                       |
| 1935–1937 | Jonathan Zenneck               |
| 1937–1939 | Peter Debye                    |
| 1939–1940 | Jonathan Zenneck               |
| 1940–1945 | Carl Ramsauer                  |
| 1950–1951 | Jonathan Zenneck               |
| 1952–1953 | Karl A. Wolf                   |
| 1954      | Richard Becker                 |
| 1955      | Karl A. Wolf                   |
| 1956–1957 | Walther Gerlach                |
| 1958–1959 | Ferdinand Trendelenburg        |
| 1960–1961 | Wilhelm Walcher                |
| 1962–1963 | Konrad Ruthardt                |
| 1964–1965 | Fritz Bopp                     |
| 1966–1967 | Wolfgang Finkelnburg           |
| 1968–1969 | Martin Kersten                 |
| 1970–1971 | Karl Ganzhorn                  |
| 1972–1973 | Werner Buckel                  |
| 1974–1975 | Otto Koch                      |
| 1976–1977 | Hans-Joachim Queisser          |
| 1978–1979 | Heinrich Welker                |
| 1980–1981 | Horst Rollnik                  |
| 1982–1983 | Karl Joachim Schmidt-Tiedemann |
| 1984–1986 | Joachim Treusch                |
| 1986–1988 | Joachim Trümper                |
| 1988–1990 | Otto Gert Folberth             |
| 1990–1992 | Theo Mayer-Kuckuk              |
| 1992–1994 | Herwig Schopper                |
| 1994–1996 | Hans G. Danielmeyer            |
| 1996–1998 | Markus Schwoerer               |
| 1998–2000 | Alexander M. Bradshaw          |
| 2000–2002 | Dirk Basting                   |
| 2002–2004 | Roland Sauerbrey               |
| 2004–2006 | Knut Urban                     |
| 2006–2008 | Eberhard Umbach                |
| 2008–2010 | Gerd Litfin                    |
| 2010–2012 | Wolfgang Sandner               |
| 2012–2014 | Johanna Stachel                |
| 2014–2016 | Edward G. Krubasik             |
| 2016–2018 | Rolf-Dieter Heuer              |
| 2018–2020 | Dieter Meschede                |
| 2020–2022 | Lutz Schröter                  |
| 2022–2024 | Joachim Ullrich                |
| 2024–2026 | Klaus Richter                  |
| 2026–2028 | Heike Riel                     |

## Nobelpreisträger
Lebende Mitglieder, die einen Nobelpreis verliehen bekommen haben:
- 1985 Klaus von Klitzing
- 1987 Johannes Georg Bednorz
- 2001 Wolfgang Ketterle
- 2005 Theodor Hänsch
- 2007 Gerhard Ertl
- 2014 Stefan Walter Hell
- 2020 Reinhard Genzel
- 2023 Ferenc Krausz

Unter den verstorbenen DPG-Mitgliedern befinden sich über 30 Nobelpreisträger, unter anderem Wilhelm Conrad Röntgen, Albert Einstein, Werner Heisenberg, Erwin Schrödinger und Niels Bohr.